# Maxera kervina
Maxera kervina là một loài bướm đêm trong họ Noctuidae.